# تاريخ علاج التحويل
يمكن تقسيم تاريخ علاج التحويل بشكل عام إلى ثلاث فترات: الفترة الفرويدية المبكرة؛ وفترة قبول علاج التحويل باعتباره الاتجاه السائد، عندما أصبحت مؤسسة الصحة النفسية «المشرف الرئيسي» على الجنسانية؛ بالإضافة إلى فترة ما بعد ستونوول عندما تنصلت مهنة الطب السائدة من علاج التحويل.
اعترف المحللون خلال الفترات الأولى من تاريخ التحليل النفسي أن المثلية الجنسية غير مرضية في بعض الحالات المحددة، وناقشوا السؤال الأخلاقي حول وجوب تغييرها. بحلول عشرينيات القرن العشرين، افترض المحللون أن المثلية الجنسية مرضية واعتبروا أنه من الملائم محاولة علاجها، على الرغم من أن رأي التحليل النفسي حيال تغيير المثلية الجنسية تشاؤمي إلى حد كبير. عادة ما اعُتبرت هذه الأشكال من المثلية الجنسية انحرافات غير قابلة للشفاء. نشأت تصريحات المحللين المتسامحة مع المثلية الجنسية من تسليمهم بصعوبة تحقيق أي تغيير في هذا الصدد. ابتداءً من ثلاثينيات القرن العشرين وبشكل مستمر لما يقارب العشرين عامًا، شهدت وجهات نظر المحللين حيال المثلية الجنسية تغييرات كبيرة، إذ شملت تحولًا في خطاب المحللين، الذين لم يتردد بعضهم بالتهكم بمراضهم المثليين وإساءة معاملتهم.

## أوروبا

### ريتشارد فون كرافت إيبنج
كان ريتشارد فون كرافت إيبنج طبيبًا نفسيًا ألمانيًا نمساويًا وواحدًا من مؤسسي علم الجنس العلمي. تضمن عمله المؤثر الاعتلال النفسي الجنسي نقاشًا حول وسائل علاج المثلية الجنسية من خلال التنويم المغناطيسي. تُرجم هذا العمل على نطاق واسع وكان له دور رئيسي في الترويج لنموذج المثلية الجنسية كمرض.
رفض كرافت إيبنج استخدام الإخصاء كعلاج للمثلية الجنسية، وعارض احتجاز الأفراد المثليين في المصحات العقلية ما لم ينطو ذلك على جرائم جنسية. وفقًا لكرافت إيبنج، قد تكون المثلية الجنسية فطرية أو مكتسبة، ومن النادر للغاية علاجها عن طريق منع الاستمناء وعلاج العُصاب «الناجم عن الظروف غير الصحية للحياة الجنسية»، لكن يمكن استخدام التنويم المغناطيسي باعتباره «الوسيلة الوحيدة للخلاص» في معظم الحالات. وصف كرافت إيبنج ثلاثًا من الحالات التي حققت نتائج إيجابية باعتقاده عن طريق التنويم المغناطيسي.
انتقد كرافت إيبنج الاعتراضات العديدة على العلاج الطبي للمثلية الجنسية، مؤكدًا أنه قد يكون فعالًا. من وجهة نظره، من واجب الأطباء تقديم العلاج عند طلبه، وقد يؤدي رفض العلاج إلى «تمكين الأفراد الملوثين من نشر انحرافاتهم». شملت الإصدارات اللاحقة من الاعتلال النفسي الجنسي عددًا متزايدًا من السير الذاتية العائدة إلى أفراد مثليين ممن أفادوا بشكل واضح بعدم رغبتهم في تغيير ميولهم الجنسي.

### يوجين شتايناخ
كان يوجين شتايناخ (1861-1944) عالمًا في الفيزيولوجيا ورائدًا في علم الغدد الصم من فيينا. وضع شتايناخ نظرية مفادها أن التستوستيرون مسؤول عن تحديد الجنسانية، وأجرى عمليات زرع الخصيتين لدى الرجال المثليين في محاولة منه لتغيير ميولهم الجنسي. حذر سيغموند فرويد من أن إجراءات زرع شتايناخ غير قادرة على توفير علاجات قابلة للتطبيق بشكل عام، إذ تقتصر فعالية مثل هذه الإجراءات على تغيير المثلية الجنسية الذكرية فقط في حالات ارتباطها الوثيق مع السمات الجسدية النمطية لدى النساء، ومن غير الممكن تطبيق علاج مماثل على المثلية الجنسية الأنثوية. أفاد شتايناخ أن أبحاثه «ألقت ضوءًا قويًا على المحددات العضوية للشبقية المثلية»، لكن حُكم على إجرائه هذا بالفشل بسبب رفض جهاز المناعة الغدد المزروعة، ليفقد هذا الإجراء مصداقيته في النهاية باعتباره غير فعال وفي كثير من الأحيان ضار.

### سيغموند فرويد
كان سيغموند فرويد طبيب أعصاب نمساوي ومؤسس التحليل النفسي. زعم فرويد أن المثلية الجنسية قابلة للإزالة في بعض الأحيان عن طريق الإيحاء التنويمي.
في ورقته البحثية لعام 1920 بعنوان «التنشؤ النفسي لحالة المثلية الجنسية لدى امرأة»، وصف فرويد شابة مثلية قادمة للعلاج النفسي من أجل تغيير حالتها بطلب من والديها. من وجهة نظره، كان التغيير غير ممكن نظرًا إلى الظروف المحيطة بدخولها العلاج، بالإضافة إلى عدم إمكانية اعتبار المثلية الجنسية مرضًا أو نزاعًا عصابيًا. كتب فرويد أن إمكانية تغيير المثلية الجنسية مقتصرة على حالات مواتية بشكل غير عادي، مشيرًا إلى أن «تحويل مثلي الجنس كامل التطور إلى شخص مغاير الجنس لا يقدم فرصة نجاح أكبر من العكس». يتمثل النجاح لدى فرويد في جعل مشاعر التغاير الجنسي ممكنة، وليس القضاء على مشاعر المثلية الجنسية.
لاحظ فرويد أنه من النادر النجاح في إقناع الأفراد المثليين بقدرة الجنس المغاير على إعطائهم الدرجة نفسها من المتعة التي يحصلون عليها من الجنس المثلي. غالبًا ما يرغب المرضى في التحول نحو التغاير الجنسي من أجل تجنب الرفض الاجتماعي فقط، الأمر الذي اعتبره فرويد دافعًا سطحيًا وغير كاف للتغيير. أشار فرويد إلى أن البعض مفتقرون إلى الرغبة الحقيقية في التحول نحو التغاير الجنسي، إذ يسعون إلى تلقي العلاج فقط لإقناع أنفسهم بأنهم قد فعلوا كل ما في وسعهم للتغيير، ما يعطيهم حرية العودة إلى المثلية الجنسية بعد الفشل الذي توقعوه مسبقًا.

في عام 1935، طلبت إحدى الأمهات من فرويد معالجة ابنها. أجاب فرويد في رسالة أصبحت مشهورة فيما بعد:
أستنتج من رسالتك أن ابنك مثلي الجنس. [...] ليس هناك ما يخجل منه، ولا ذنب، ولا خذي؛ لا يمكن تصنيفه على أنه مرض؛ نحن نعتبره انحرافًا في الوظيفة الجنسية، ناجم عن توقف معين في التطور الجنسي. [...] بسؤالك عما إذا كان بمقدوري المساعدة [مساعدة ابنك]، فأنت تقصدين، على ما أعتقد، ما إذا كان بإمكاني التخلص من المثلية الجنسية واستبدال التغاير الجنسي الطبيعي بها. فالجواب، بشكل عام لا يمكننا تقديم الوعود بتحقيق ذلك. في عدد محدد من الحالات، نجحنا في تطوير بذور واهنة للميول المغايرة جنسيًا، التي توجد لدى جميع مثليي الجنس؛ في الغالبية العظمى من الحالات، لا يكون هذا ممكنًا. لا يمكن التنبؤ بنتيجة العلاج.

### شاندور فيرينتزي
كان شاندور فيرينتزي أحد المحللين النفسيين المؤثرين ذوي الأصل المجري. أمل فيرينتزي في التخلص من بعض أنواع المثلية الجنسية تمامًا، لكنه كان راضيًا عن ممارسات القضاء على ما اعتبره عداء الرجال المثليين للنساء، إلى جانب إلحاح رغباتهم مثلية الجنس، ومحاولة زيادة انجذابهم وفحولتهم تجاه النساء. من وجهة نظره، لا يُعتبر الرجل المثلي المرتبك بشأن هويته الجنسية الذي يشعر بأنه «امرأة ترغب في أن يحبها الرجل» مرشحًا واعدًا لعلاج التحويل. اعتقد فيرينتزي أن العلاجات الكاملة للمثلية الجنسية ممكنة في المستقبل عند تحسين تقنية التحليل النفسي.

### ميلاني كلاين
كانت ميلاني كلاين تلميذة لدى فيرينتزي. في عام 1932، نشرت كلاين كتابها المؤثر التحليل النفسي لدى الأطفال، الذي يستند إلى المحاضرات الملقاة في الجمعية البريطانية للتحليل النفسي في عشرينيات القرن العشرين. زعمت كلاين أن الدخول في عقدة أوديب قائم على إتقان القلق النفسي البدائي من المرحلتين الفموية والشرجية. عند الفشل في أداء هذه المهام بشكلها الصحيح، تصبح التطورات في المرحلة الأوديبية غير مستقرة. يستلزم التحليل الكامل للمرضى ذوي التطورات غير المستقرة الكشف عن هذه المخاوف المبكرة. استلزم تحليل المثلية الجنسية التعامل مع الاتجاهات الزورانية بالاستناد إلى المرحلة الفموية. ينتهي التحليل النفسي لدى الأطفال بتحليل الرجل المثلي. تدعي كلاين أن هذا الموضوع من شأنه توضيح الإمراضيات التي تدخل في جميع أشكال المثلية الجنسية: يرى الرجل المثلي مثلًا أعلى في «القضيب الجيد» الخاص بشريكه، بهدف تخفيف الخوف من الهجوم الذي يشعر به بسبب إسقاط كراهيته الزورانية على «القضيب السيء» الخيالي الخاص بأمه عندما كان رضيعًا. أشارت كلاين إلى تضاؤل السلوك مثلي الجنس بعد تغلب الرجل المثلي على الحاجة إلى عشق «القضيب الجيد» للرجل المثالي. أمكن تحقيق ذلك من خلال استعادته إيمانه في «الأم الجيدة» وقدرته على إرضائها جنسيًا بواسطة قضيبه الجيد ومنيه الوفير.